# Кура
Кура́ (тур. Kura, груз. მტკვარი Мтква́ри, азерб. Kür, арм. Կուր Кур); в самом верхнем течении Карасую — самая крупная река Закавказья. Берёт начало в Армянском нагорье на территории Турции. Впадает в Каспийское море, протекает по территории трёх государств: Турции, Грузии, Азербайджана и для двух последних является основной рекой. Часть бассейна Куры (в основном, её крупнейшего притока Аракса) находится на территории Армении и Ирана. Протяжённость Куры составляет 1360 км, площадь водосборного бассейна — 188 тыс. км².

## Этимология
Лингвист В. А. Никонов отмечает древнегреческие названия реки — Курос/Корос. По Страбону, река была названа в честь персидского повелителя Кира. Также Кур — дочь Зевса, а на агванском это «водохранилище, река, вода».
Грузинское название реки — Мтква́ри (груз. მტკვარი). На грузинском языке оно означает «хорошая вода», а на мегрельском ассоциируется со словом тквар-уа, что означает «грызть», «разгрызать», то есть «река, прогрызающая себе путь в горах».
Существует мнение, что название реки Кура берёт своё происхождение из языков лезгинской группы. Так, в удинском, крызском и будухском языках есть слова кур/кюр со значением «река, вода».
Также название Куры может быть связано с абх. акәара — «река».
В «Географии» Страбона река называется Кир, в армянских источниках — Кур.

## Физиография
Своё начало река берёт на высоте 2720 м над уровнем моря от группы родников на северо-восточных склонах горы Кызылгядык хребта Аллахюэкбер на границе провинций Ардахан и Карс в северо-восточной части Турции, на Армянском нагорье. Оттуда она течёт через Грузию в Азербайджан, где впадает в Каспийское море (Зюйдостовый Култук). В своей верхней части (до города Тбилиси) Кура течёт в основном среди котловин и ущелий, самое известное из которых — Боржомское. После Тбилиси долина реки существенно расширяется, и Кура протекает преимущественно по сухой степи. В нижней части, на территории Азербайджана, русло сильно спрямлено искусственными каналами. За 236 км от устья в Куру впадает другая крупная река — Аракс.
Питание Куры смешанное: на 36 % снеговое, на 30 % подземное, на 20 % дождевое и на 14 % ледниковое. Среднегодовой расход на границе Турции и Грузии составляет около 30 м³/с, в Тбилиси — 205 м³/с, у Мингечевира — 402 м³/с, у устья — 575 м³/с. Основная часть стока (до 70 %) приходится на весеннее время. Весеннее половодье наступает с марта по май, иногда затягивается до июня. Вода Куры мутная (в низовьях мутность достигает 2,325 г/м³).

### Дельта
Дельта Куры в настоящее время имеет относительно небольшие размеры (длина 17,5 км и площадь 94 км²) и простое лопастное устройство. Однако ранее дельта была устроена значительно сложнее и имела бо́льшие размеры. На изменение дельты Куры оказывает влияние колебание уровня Каспийского моря.

## Притоки
Наиболее крупные притоки Куры: Большая Лиахви, Ксани, Вере, Аракс, Храми, Алазани и Арагви.

## Хозяйственное значение
На Куре расположены города: Боржоми, Гори, Мцхета, Тбилиси, Рустави, Мингечевир, Евлах, Зердаб, Сабирабад, Ширван, Сальян. В дельте реки ведут промысел севрюги, белуги, осетра, миноги, судака и другой рыбы. В советское время река с верховьев до Тбилиси использовалась для сплава леса. Река судоходна на протяжении 480 км от Евлаха до Каспийского моря. На реке Кура расположены несколько гидроэлектростанций, включая Читахевскую ГЭС, ЗАГЭС, Ортачальскую ГЭС — в Грузии, Шамкирскую, Еникендскую, Мингечевирскую и Варваринскую ГЭС в Азербайджане. Плотины ГЭС используются для контроля уровня воды Куры во время паводков. Мингечевирское водохранилище площадью 605 км² является самым крупным запасом пресной воды в Азербайджане. Кроме этого, в Азербайджане воды Куры интенсивно используются для орошения.

## Экология
Экологическое состояние Куры расценивается как плохое. Река существенно деградировала в связи с регулярным выбросом неочищенных производственных и бытовых отходов. По данным на 2008 год, содержание вредных веществ в реке превышает максимально допустимое в 2—9 раз.

## Галерея
- Долина Куры близ пещерного монастырского комплекса Вардзиа
- Вид из крепости Ацкури[англ.] вниз по течению Куры; вдали — Боржоми-Харагаульский нац. парк
- Слияние Куры и Арагви (справа) близ монастыря Джвари и города Мцхета
- Вид на северо-западные окраины Тбилиси вниз по течению Куры
- Мост Мира над Курой в Тбилиси
- Слияние Куры и Аракса в Сабирабаде
- Кура близ Сальяна

## Упоминания в искусстве
- «Кура неукротимая» (азерб. Dəli Kür) — фильм азербайджанского режиссёра Гусейна Сеидзаде, снятый в 1969 году по одноимённому роману[азерб.] писателя Исмаила Шихлы (написан в период с 1957 по 1967 год).
- Кура упоминается в поэме Михаила Лермонтова «Мцыри»:

…там, где, сливаяся, шумят,

Обнявшись, будто две сестры,

Струи Арагвы и Куры,…